# Exemption (droit canonique catholique)
L'exemption est, dans l'Église catholique romaine, la libération complète ou partielle d'une personne ecclésiastique, physique (clerc le plus souvent) ou morale (corporation, institution, communauté religieuse), de l'autorité du supérieur hiérarchique le plus proche. On parle notamment d'abbaye exempte si l'abbaye relève directement du pape, et non de l'évêque du diocèse où elle se trouve, ou diocèse exempt pour les diocèses relevant directement du Saint-Siège sans appartenir à une province ecclésiastique.
Au cours du concile de Vienne, en 1311, Jacques de Thérines, abbé de Chaalis, a défendu l'exemption des religieux contre l'avis de Gilles de Rome, archevêque de Bourges, qui s'y opposait.